# Mecosarthron buphagus
Mecosarthron buphagus är en skalbaggsart som beskrevs av Jean Baptiste Lucien Buquet 1840. Mecosarthron buphagus ingår i släktet Mecosarthron och familjen långhorningar. Inga underarter finns listade i Catalogue of Life.